# 高山泰巖
高山 泰巖（たかやま たいがん、1929年〈昭和4年〉2月8日 - 1998年〈平成10年〉4月17日）は臨済宗の僧。
道号は圭明（けいみん）、法諱は泰巖。室号は古清軒（こせいけん）。俗姓は高山。洞春寺住職を経て1984年（昭和59年）から南禅僧堂師家を歴任。

## 生涯

### 入門まで
山口県阿武郡福栄村（現・萩市紫福）にある長久寺（建仁寺派）に、長男（5歳違いの姉あり）として出生する。子どもの時から、「後でどうせ修行せんとあかんから」と母から厳しく躾けられる。だが母親は泰巖が7歳の時に死去し、小学校5年の時に小僧として洞春寺（山口市）へ行くこととなる。

### 仏門入り
洞春寺では、半年ほど前から中村文峰（前・南禅寺派管長）に弟子入りしていた。洞春寺での師匠は中村泰祐で、広園寺（東京府八王子市）の師家を兼任していた。当時は山口から八王子まで片道一昼夜かかり、泰祐がいったん広園寺に出向くと3か月は戻らなかった。しかし泰祐が洞春寺に滞在している時は、懇切丁寧に教えられることとなった。学校には通い、山口高等学校に進む。1948年に卒業して洞春寺を離れる。

### 京都時代
中村泰祐が1946年から臨済宗建仁寺派管長に就任したため、泰祐の隠恃をしながら、1948年から1951年まで京都大学に通学する。1948年に南禅僧堂師家となった柴山全慶（寒松軒）が、南禅僧堂に掛搭する。その後は柴山全慶に参じ、のち嗣法する。

### 山口帰還
南禅僧堂に掛搭して3年目の終わりとなる1954年に泰祐が遷化したため、泰祐の七回忌に洞春寺に戻る。洞春寺へ帰ってからは、僧堂の形を崩さぬよう、作務と読経に励んだ。

### 遷化まで
1984年3月、南禅僧堂師家に就任。その他、社会福祉法人山口育児院院長兼理事長として社会福祉にも取り組んだ。1998年4月17日、遷化。
大分県立美術館に書｢夢｣が収蔵されている。

## 人物
中村泰祐からの教えで「心に残った」のは「『盗み取れ、見て取れ』ということ」だと述べ、例として、法鼓の演奏を命じられた際に教えられていないと答えると、「他の者がうつ時に、しっかり見ておけ、盗んでおけ」という趣旨で強く叱責されたと話した。